# 女王竹芋
女王竹芋（学名：Calathea louisae cv.Maui Queen）為竹芋科肖竹芋屬下的一個園藝栽培種，多年生草本。葉片橢圓，尖端漸尖，綠色葉面上之中脈兩側分布有白色魚尾狀斑紋。女王竹芋性喜溫暖、濕潤的環境。適宜室內盆栽觀賞。

## 擴展閱讀
- 維基物種上的相關：女王竹芋
- 维基共享资源上的相關多媒體資源：女王竹芋